# Episodi di Casual (terza stagione)
La terza stagione della serie televisiva Casual, composta da 13 episodi, è stata pubblicata su Hulu dal 23 maggio al 1º agosto 2017.
In Italia, la stagione verrà interamente pubblicata il 15 luglio 2018 su Amazon Video.
| n° | Titolo originale                         | Titolo italiano                         | Pubblicazione USA | Pubblicazione Italia |
| -- | ---------------------------------------- | --------------------------------------- | ----------------- | -------------------- |
| 1  | Ashes to Ashes                           | Cenere alla cenere                      | 23 maggio 2017    | 15 luglio 2018       |
| 2  | Things to Do in Burbank When You're Dead | Cose da fare a Burbank quando sei morto | 23 maggio 2017    | 15 luglio 2018       |
| 3  | The Table                                | Il tavolo                               | 23 maggio 2017    | 15 luglio 2018       |
| 4  | The Sprout                               | La creatura                             | 30 maggio 2017    | 15 luglio 2018       |
| 5  | Look at Me                               | Guardami                                | 6 giugno 2017     | 15 luglio 2018       |
| 6  | Troubleshooting                          | Risoluzione dei problemi                | 13 giugno 2017    | 15 luglio 2018       |
| 7  | The Rat King                             | Il re topo                              | 20 giugno 2017    | 15 luglio 2018       |
| 8  | Venus                                    | Venere                                  | 27 giugno 2017    | 15 luglio 2018       |
| 9  | Fresno                                   | Fresno                                  | 4 luglio 2017     | 15 luglio 2018       |
| 10 | Cake Walk                                | Gioco da ragazzi                        | 11 luglio 2017    | 15 luglio 2018       |
| 11 | Firesale                                 | La svendita                             | 18 luglio 2017    | 15 luglio 2018       |
| 12 | 99                                       | 99                                      | 25 luglio 2017    | 15 luglio 2018       |
| 13 | The Hermit & the Moon                    | L'eremita e la luna                     | 1º agosto 2017    | 15 luglio 2018       |